# Stenbittjärnen (Edsele socken, Ångermanland)
Stenbittjärnen är en sjö i Sollefteå kommun i Ångermanland och ingår i Ångermanälvens huvudavrinningsområde.